# Jade (fiume)
La Jade è un fiume tedesco che scorre interamente in Bassa Sassonia e sfocia nell'omonima baia, nel Mare del Nord. Il nome Jade proviene dal termine Riade o Riede (= ruscello), che deriva dal verbo del basso sassone rieten (trascinare).

## Corso
La Jade nasce nel territorio del comune di Rastede, nel circondario dell'Ammerland, dalla torbiera di Hankhauser, ove si uniscono i due corsi d'acqua Rasteder Bäke e Schanze, le cui sorgenti si trovano sulle alture dell'Oldenburger Geest, non lontano dal confine settentrionale di  Oldenburg. Il fiume scorre verso nord e per un certo tratto segna il confine fra i circondari di Ammerland e di  Wesermarsch. Infine attraversa l'omonimo comune e negli ultimi chilometri del suo corso segna il confine fra il circondario del Wesermarsch e quello di  Friesland. In questo tratto la sua riva sinistra appartiene al territorio del comune di Varel. Sfocia infine nell'omonima baia, nel Mare del Nord.

## Il fiume ed il suo estuario
La Jade non alimenta di acqua dolce il Mare del Nord nemmeno approssimativamente quanto la vicina Weser. Perciò la percentuale di acqua salata della baia di Jade solo un poco più bassa di quella del mare aperto (la salinità della zona meridionale della baia è di circa il 3%), , contro il 3,5% del mare aperto. Da questo è problematica l'individuazione di un flusso sottomarino di acqua dolce nella zona di sbocco in mare come continuazione del fiume stesso. Tale zona quindi non potrebbe dirsi, in senso stretto, un estuario,  poiché la Jade a nord dell'omonima baia non è più un fiume. 

## Storia

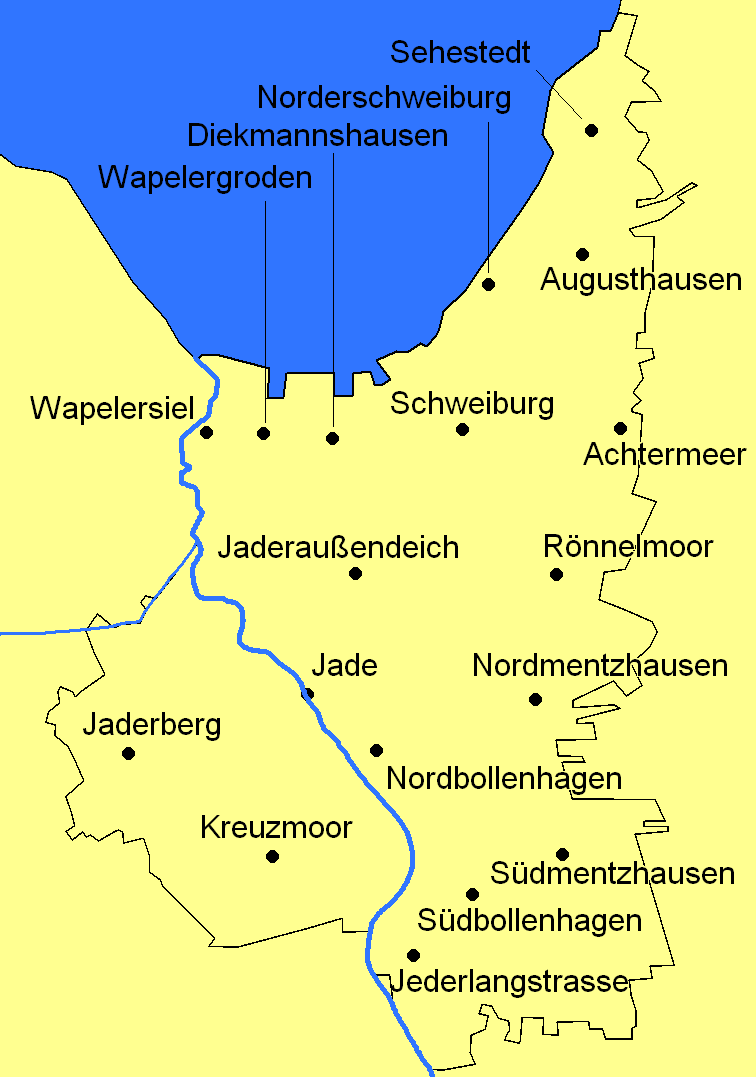
Mappa del bacino della Jade nel suo corso inferiore

Ai tempi delle grandi inondazioni del tardo medioevo si diceva che la grande torbiera Eddenriad (o Eddinriad) fosse attraversata dall'omonimo fiume, presumibilmente la Jade. La zona delle sue sorgente era descritta anche come zone di confine fra l'Emsgau e l'Östringen, e il fiume procedeva da sud-ovest verso nord-est, il che significa che allora il corso del fiume non era quello del suo attuale letto.
Un ampio corso d'acqua, che scorreva da sud-ovest verso nord-est, di nome Jade, esisteva in effetti tra il 1164 (come conseguenza della cosiddetta inondazione di Santa Giuliana del 16-17 febbraio di quell'anno) e il 1334.
Fino all'inondazione di San Clemente nel 1334, i ruscelli-sorgente e gli affluenti dell'attuale Jade scorrevano in direzione est e si gettavano oltre la Liene, nel corso inferiore della Weser. La catastrofica mareggiata formò la Friesische Balge (o anche Balje), un braccio di mare a forma di imbuto, che si estendeva fino in prossimità di Rastede. Questo formò la "valle" nella quale oggi scorre la Jade. In parte l'imbuto si è insabbiato da sé, in parte l'acqua del mare fu respinta da argini appositamente eretti. Nel 1523 la parte sud del braccio venne recuperata.
Ulteriori erezioni di argini nei secoli successivi lo sbocco della Jade venne spostata sempre di più verso nord. Solo nel 1822 si giunse alla chiusa negli argini dell'attuale postazione di Wapelersiel.
L'acqua del Mare del Nord fluì, al tempo delle grandi inondazioni del Wesermarsch, oltre la Friesische Balge ad est di Rastede e attraverso la Liene a nord di Elsfleth fin nella Weser, cosicché il sistema idrico della Jade contribuì a formare una parte della valle della Weser.
Con le mareggiate l'acqua del mare del Nord fluì prima oltre la baia di Jade e la Friesische Balge in direzione sud, quindi verso est, e solo con il riflusso della marea tornò dal basso Weser verso ovest, quindi verso sud ed infine di nuovo nel Mare del Nord. Il libero fluire da e verso la Weser venne ostruito nel XVI secolo con l'erezione di argini, cosicché la Liene s'interrò. Parimenti l'acqua dei ruscelli, che prima alimentavano la Liene, venne deviata verso nord. Con la marea i cambiamenti di direzione dei movimenti delle acque nel bacino idrografico della Jade esistono ancor oggi. I corsi d'acqua rimasti, oggi di acqua dolce o salmastra e piccoli canali come ad esempio la Dorenebbe possono essere considerati come affluenti o come biforcazioni della Jade. La zona paludosa fra la Jade e la Weser si trova in gran parte sotto il livello del mare, cosicché deve essere protetta dalle inondazioni con opere di pompaggio.

## Comuni attraversati
La Jade, nel suo corso, attraversa i seguenti comuni:
- Rastede
- Jade
- Varel